# Асаново (Казахстан)
Аса́ново (каз. Асанов) — село у складі Кизилжарського району Північноказахстанської області Казахстану. Адміністративний центр Асановського сільського округу.
Населення — 1231 особа (2021; 1386 у 2009, 1549 у 1999, 1901 у 1989).
Національний склад станом на 1989 рік:
- німці — 55 %
- росіяни — 32 %.